# Ulrike Sprenger (Romanistin)
Ulrike Sprenger (* 1965) ist eine deutsche Romanistin.

## Leben
Von 1985 bis 1990 studierte sie Romanistik, Germanistik und Anglistik an der LMU München und der Universität Bologna, Stipendiatin der Studienstiftung des deutschen Volkes. Nach dem Abschluss des Ersten Staatsexamens im Dezember 1990 in den Fächern Deutsch und Französisch an der LMU München war sie von 1991 bis 2002 wissenschaftliche Mitarbeiterin, später Assistentin am Institut für französische Literaturwissenschaft der LMU München. Seit 1994 ist sie Autorin und Interviewpartnerin für Alexander Kluges TV-Kulturmagazine über literarische und gesellschaftspolitische Themen. Nach der Promotion im Februar 1995 zum Dr. phil. an der Ludwig-Maximilians-Universität München mit der Dissertation Stimme und Schrift. Inszenierte Mündlichkeit in Prousts A la recherche du temps perdu wurde im Dezember 1997 die Doktorarbeit mit dem Max-Weber-Preis der Bayerischen Akademie der Wissenschaften ausgezeichnet. Nach Abschluss im August 2004 der Habilitationsschrift zum Thema Stehen und Gehen – Zu Prozessionskultur und Legendenbildung im Sevilla des Siglo de Oro nahm sie im Oktober 2005 den Ruf auf den Lehrstuhl für Romanische Literaturen und Allgemeine Literaturwissenschaft an der Universität Konstanz an.
Ihre Forschungsinteressen sind Erzähltheorie und Erzählverfahren in der französischen narrativen Literatur des 18., 19. und 20. Jahrhunderts, spanische Literatur des siglo de oro, religiöse Literatur und religiöse Populärkultur in der Romania und Stadtgeschichte im Spanien der Frühen Neuzeit.

## Schriften (Auswahl)
- Stimme und Schrift. Inszenierte Mündlichkeit in Prousts ‚À la recherche du temps perdu‘. Tübingen 1995, ISBN 3-8233-4787-X.
- Proust-ABC. Leipzig 1997, ISBN 3-379-01601-2.
- Stehen und Gehen. Prozessionskultur und narrative Performanz im Sevilla des Siglo de Oro‘. Konstanz 2013, ISBN 978-3-86253-037-3.
- als Herausgeberin mit Barbara Vinken: Marcel Proust und die Frauen. Insel Verlag, Berlin 2019, ISBN 978-3-458-17799-9.
- Das Proust-ABC. Mit einem Vorwort von Alexander Kluge. Stuttgart 2021, ISBN 978-3-15-011327-1